# خرگوشک نواردار آنامیت

خرگوشک نواردار آنامیت یا خرگوشک راه‌راه آنامیت (نام علمی: Nesolagus timminsi) گونه‌ای خرگوشک بومی رشته‌کوه آنامیت در مرز لائوس و ویتنام است. خرگوشک راه‌راه، با دنبه قرمز است و شبیه خرگوشک راه راه سوماترایی است. اخیراً برای دانشمندان غربی شناخته شده است: خرگوشک‌های نواردار برای نخستین بار در سال ۱۹۹۶ توسط زیست‌شناس راب تیمینز در بازاری در باک لک در لائوس دیده شد و این گونه در سال ۲۰۰۰ توصیف شد و به نام یابندهٔ آن تیمینز نام‌گذاری شد.